# Tlapal·lita
La tlapallita o tlapal·lita és un mineral de la classe dels sulfats. Rep el nom de l'idioma nàhuatl tlapalli, pintura, referint-se a que el mineral es va trobar a la localitat tipus d'una manera semblant a una pel·lícula de pintura.

## Característiques
La tlapal·lita és un sulfat de fórmula química (Ca,Pb)₃CaCu₆[Te4+₃Te6+O₁₂]₂(Te4+O₃)₂(SO₄)₂·3H₂O. Va ser aprovada com a espècie vàlida per l'Associació Mineralògica Internacional l'any 2020, sent publicada per primera vegada un any més tard. Cristal·litza en el sistema trigonal. La seva duresa a l'escala de Mohs és 3.

## Formació i jaciments
Va ser descoberta a la mina Bambollita, situada a la localitat de Moctezuma, dins el municipi homònim de l'estat mexicà de Sonora. També ah estat descrita a la mina Bambolla, propera a l'anterior, així com en altres mines dels estats d'Arizona, Califòrnia i Utah, als Estats Units.